# Райнау
Райнау (нем. Rainau) — община в Германии, в земле Баден-Вюртемберг. 
Подчиняется административному округу Штутгарт. Входит в состав района Восточный Альб.  Население составляет 3300 человек (на 31 декабря 2010 года). Занимает площадь 25,45 км².